# Fahite
Fahite ist ein osttimoresischer Ort im Suco Motaulun (Verwaltungsamt Bazartete, Gemeinde Liquiçá). Das Dorf Fahite liegt an der Küste der Aldeia Mota Icun im äußersten Nordosten, auf einer Meereshöhe von 6 m. Am Ort vorbei führt die nördliche Küstenstraße Timors. Westlich schließt sich der Ort Kaiteho an. Nach Osten führt die Straße nach Gerohata (Suco Ulmera).